# 川内駅 (鹿児島県)

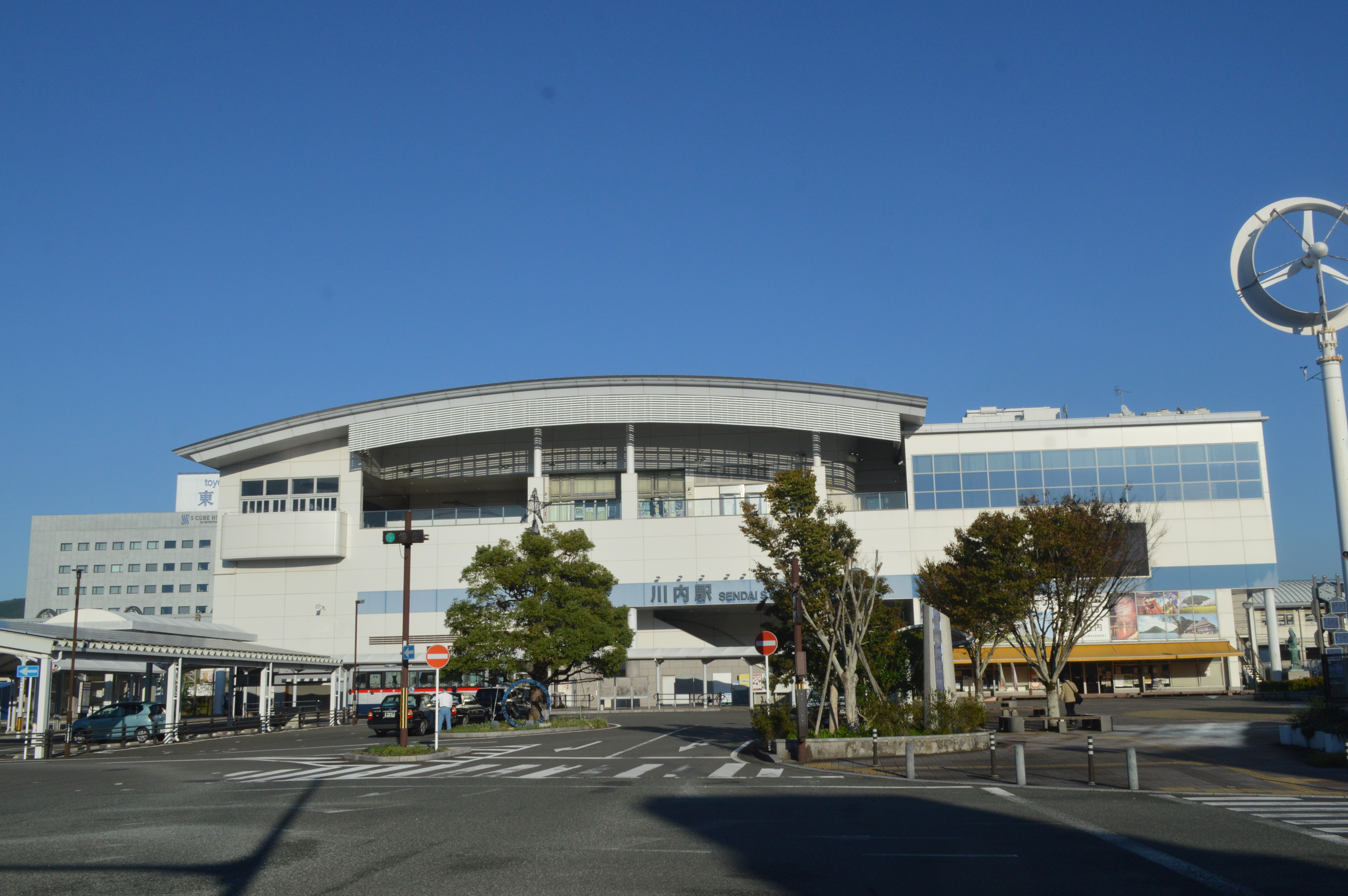
西口（2024年11月）

川内駅（せんだいえき）は、鹿児島県薩摩川内市にある、九州旅客鉄道（JR九州）・日本貨物鉄道（JR貨物）・肥薩おれんじ鉄道の駅。JR九州の九州新幹線と鹿児島本線、肥薩おれんじ鉄道の肥薩おれんじ鉄道線の3路線が乗り入れ、接続駅となっている。

## 概要
旅客駅においては、九州新幹線開業前は当駅より上り方面も鹿児島本線であり、JR九州の単独駅であったが、2004年の九州新幹線開業による並行在来線の経営分離により、現在はJR九州と肥薩おれんじ鉄道が駅構内を共用する共同使用駅となっている。
2004年3月から2022年9月までの18年半間、日本の新幹線では最西端に位置する駅であったが、同月23日に西九州新幹線が開業したことで、長崎駅が最西端となった。
鹿児島県内では最も遅く最終列車が到着する（2024年3月16日現在0時24分）。

### 乗入路線と列車設定
新幹線は、速達列車「さくら」と各駅停車「つばめ」の全列車が停車する。日中は主に「さくら」が1時間当たり2本停車し、この2本の「さくら」のうち熊本駅 - 鹿児島中央駅間を速達運転する列車と、この区間を各停として運行する列車が交互に停車する。最速達型列車の「みずほ」は2018年3月17日ダイヤ改正で臨時列車が上下1本ずつ停車するようになり、2023年3月18日ダイヤ改正以降は、上りのみ2本停車している。
2004年の新八代暫定開業から2011年の全線開業までは、新八代駅 - 鹿児島中央駅間ノンストップの1往復を除き全列車が停車していた。
肥薩おれんじ鉄道線の列車は、普通列車上下10本（土休日は上下8本）が隈之城駅に乗入れる他は全て当駅発着となる。また、JR九州の車両は肥薩おれんじ鉄道線には乗入れず、全て当駅発着となる。鹿児島本線では朝と夜間に特急「川内エクスプレス」が1往復発着していたが、2016年3月26日ダイヤ改正で廃止となった。また、肥薩おれんじ鉄道線の快速「オーシャンライナーさつま」も鹿児島本線に乗り入れていたが、2019年3月16日のダイヤ改正で乗り入れを取りやめて当駅発着となった。

## 歴史

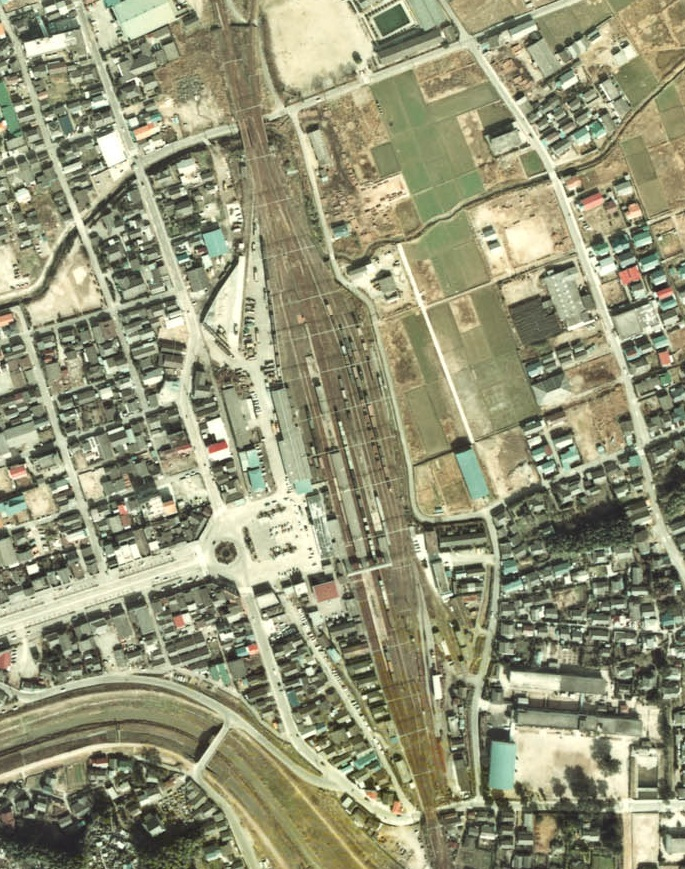
1974年頃の川内駅上空の航空写真。多くの側線を有していた。

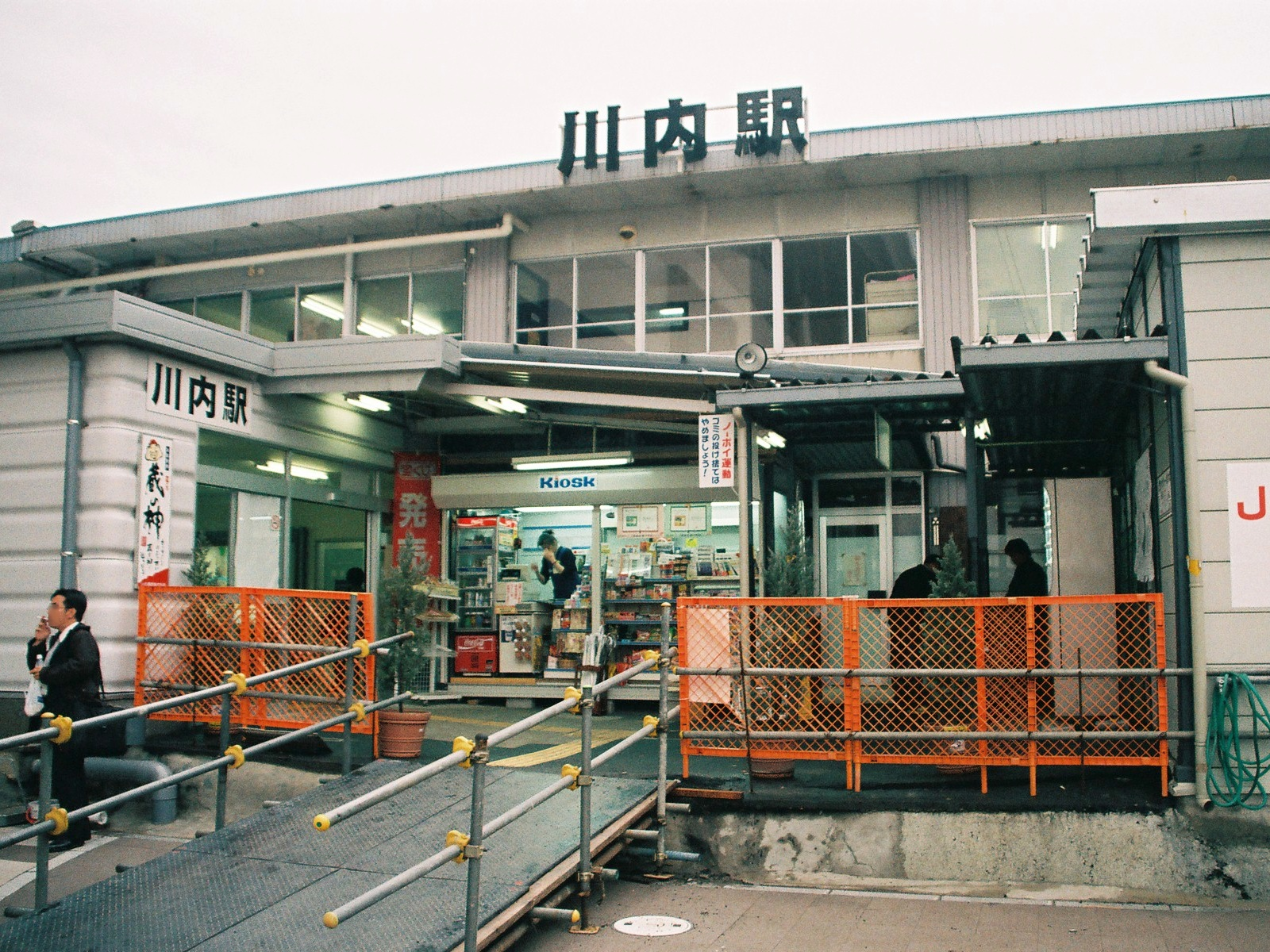
旧駅舎（2004年3月）

- 1914年（大正3年）6月1日：川内線（後の鹿児島本線）川内町駅 - 串木野駅間開通に伴い、鉄道院（国有鉄道）の川内町駅（せんだいまちえき）として開設[6]。
- 1922年（大正11年）：川内線西方駅 - 川内町駅間開通。
- 1924年（大正13年）10月20日： 宮之城線川内町駅 - 樋脇駅間開通。
- 1940年（昭和15年）10月1日：川内駅（せんだいえき）に改称[6][7]。
- 1945年（昭和20年）
  - 7月27日：川内大空襲により駅構内の大部分が被災する。
  - 7月30日：再度の空襲で駅本屋始め諸施設が全滅する。
  - 8月1日：空襲により川内川橋梁が破壊される（同年9月9日復旧）。
- 1949年（昭和24年）6月1日 - 鹿児島県内に昭和天皇の戦後巡幸。川内駅にお召し列車が発着[8]。
- 1959年（昭和34年）6月14日：駅舎を改築する。
- 1966年（昭和41年）10月1日：コンテナ貨物取扱開始。
- 1968年（昭和43年）10月1日：みどりの窓口を新設する。
- 1970年（昭和45年）7月10日：営業センター（現・旅行センター）を開設。
- 1972年（昭和47）10月24日：第27回国民体育大会に出席するために来県した天皇、皇后が乗車するお召し列車が川内駅 - 西鹿児島駅間で運行[9]。
- 1973年（昭和48年）9月20日：コンテナ貨物取扱廃止。
- 1976年（昭和51年）7月1日：自動券売機を設置。
- 1984年（昭和59年）2月1日：荷物扱い廃止[10]。コンテナ貨物取扱再開。
- 1987年（昭和62年）
  - 1月10日：宮之城線が廃止。
  - 4月1日：国鉄分割民営化により九州旅客鉄道（JR九州）・日本貨物鉄道（JR貨物）が継承。
- 2002年（平成14年）6月29日：駅舎改築工事に着手[11]。
- 2004年（平成16年）3月13日：九州新幹線新八代駅 - 鹿児島中央駅間が開業し、停車駅となる。新幹線開業に伴い、新駅舎の使用が開始される。また、鹿児島本線八代駅 - 当駅間がJR九州から肥薩おれんじ鉄道に移管され、JR九州と肥薩おれんじ鉄道の分界駅となる。これに伴い、旧1番線ホームの使用が停止される。
- 2012年（平成24年）12月1日：鹿児島本線でICカード「SUGOCA」の利用が可能となる[12]。
- 2018年（平成30年）3月30日：川内駅旅行センターが営業終了。
- 2022年（令和4年）6月25日:九州新幹線でエクスプレス予約サービス開始。
- 2023年（令和5年）10月1日：在来線駅営業形態をJR九州サービスサポートによる業務委託駅から[13]、九州旅客鉄道本体による直営駅へ変更[14]。

## 駅構造
新幹線・在来線共に地上駅で、橋上駅舎を備える。九州新幹線の駅としては唯一の地上駅である。新幹線ホームは相対式ホーム2面2線、在来線・肥薩おれんじ鉄道ホームは島式ホーム1面2線で、南半分が1・2番のりば（JR鹿児島本線）、北半分が3・4番のりば（肥薩おれんじ鉄道）となっている。この他、駅本屋側には使用されていない単式ホーム1面1線が存在する。新幹線は鹿児島中央方に留置線（旧・川内新幹線車両センター。2011年3月12日以降は、川内駅構内扱い。）がある。
1987年の宮之城線廃止以前は、在来線側は上記のホームの他に同線の発着に使用するホームが1面設けられた3面5線の構造であり、さらにその外側に貨物側線群が設けられていた。貨物側線は、国鉄時代末期の貨物取扱縮小により列車留置線に転用され、宮之城線ホームは、同線廃止後は鹿児島本線のホームとして使用された。JR九州移行後も新幹線の建設まではほぼそのままで使用されていたが、その後新幹線建設に伴い旧宮之城線ホームは撤去され、留置線も川内川付近に移転し、旧宮之城線ホームと留置線跡地に新幹線の線路やホーム等の施設が設けられた。2004年3月の新幹線開業時には駅舎の橋上化が行われた他、鹿児島本線当駅以北の肥薩おれんじ鉄道への経営移管に伴い旧1番線ホームの使用が停止され、上記の構造となった。旧1番線ホームは現在もホームの一部、線路、架線が当時のまま残っていて本線とも繋がっているものの、旧駅舎や跨線橋は全て取り壊されていて旅客通路からは分離されているためホームに立入ることが出来ず、出発信号機や入換信号機も使用停止を示す×形の板が取付けられている（一応信号自体は点灯している）。

### JR九州
終日有人駅で新幹線改札口・在来線改札口とも直営となっている。みどりの窓口が設置されており、こちらはJR直営のスタッフが担当している。
自動券売機は新幹線用、指定席券売機、JR在来線用（ICカード・オレンジカード対応）、肥薩おれんじ鉄道用の各券売機が設置されている。また、在来線の改札内には簡易ICカードチャージ機が設置されている（現在は稼働しておらず、川内駅まで乗車して来た際に残高が足りなければ駅員に申出るとチャージしてもらえると言う方式にしている）。
自動改札機は新幹線改札口と新幹線連絡改札口にのみ設置されている。JR在来線は肥薩おれんじ鉄道と共同で使用している改札のため自動改札機は設置出来ず、簡易SUGOCA改札機のみが設置（ホーム上、肥薩おれんじ鉄道の駅舎前）されている他、ICカード以外の乗車券や磁気定期券は駅係員が改札を行う。
なお、JR線改札口（乗車券売り場）のみどりの窓口ではJR線発着の肥薩おれんじ鉄道との連絡乗車券は取扱うが肥薩おれんじ鉄道線内のみの単独乗車券や割引乗車券については取扱っておらず、単独乗車券は自動券売機又は肥薩おれんじ鉄道の出札窓口以外では購入出来ない。割引乗車券も肥薩おれんじ鉄道の出札窓口のみの購入となる。

### 肥薩おれんじ鉄道
肥薩おれんじ鉄道側も有人駅で、在来線ホーム八代方（上り方）に肥薩おれんじ鉄道線乗り場には駅舎と出札窓口、改札口（連絡改札口）、待合室が設けられており、業務を委託されている株式会社「薩摩川内市観光物産協会」の社員（駅係員）が改札・集札業務や乗車券販売、駅管理業務等を行なっている。駅番号はOR28。肥薩おれんじ鉄道の駅舎はJR鹿児島本線からの乗客の乗換の利便性を考慮して開業時に設置されたもので、運転士の休憩室（詰所）も設けられている。
この駅舎の出札窓口には自動券売機は設置されておらず、乗車券を購入する場合は全て窓口での発行となる。また早朝と夜間は無人となるため、無人時間帯はJR線改札口に設置された自動券売機で乗車券を買うか、車内で発行される整理券を取り、下車駅で運賃を支払う。
かつてのJR九州時代は駅舎付近に待合室やキオスクなどが設けられていたが、2004年の肥薩おれんじ鉄道の開業時に全て撤去され、駅舎が建てられた（キオスクはJR九州側改札口付近の待合室に移動したが、現在はファミリーマートへと店舗が変わっている）。
JR鹿児島本線ではIC乗車カード「SUGOCA」の利用が可能である（相互利用可能ICカードはSUGOCAの項を参照）が、九州新幹線（当駅 - 鹿児島中央駅間含む）及び肥薩おれんじ鉄道線での利用は出来ない。
新幹線・在来線・おれんじ鉄道共に夜間滞泊が設定されている。

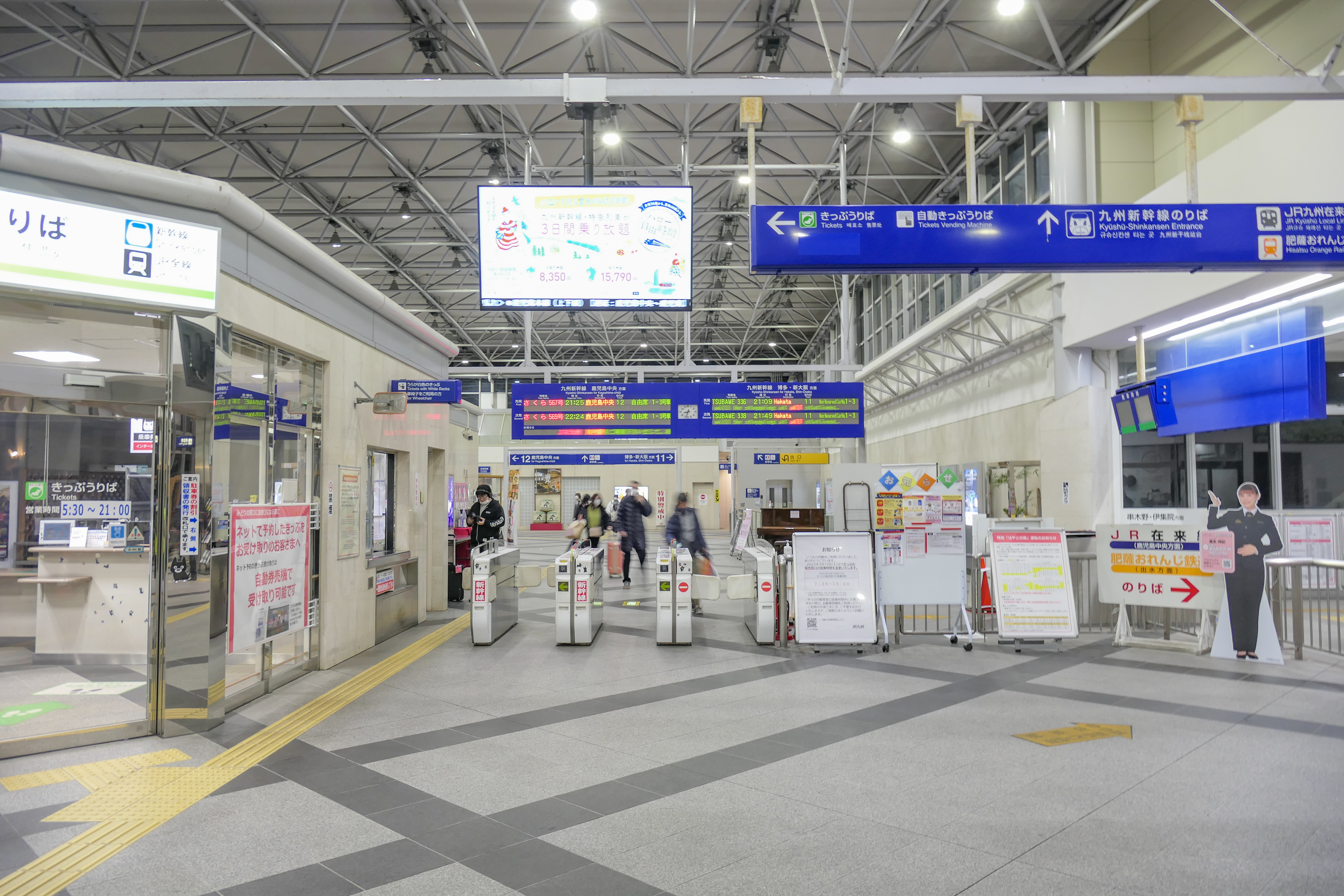
新幹線改札口（2022年1月）
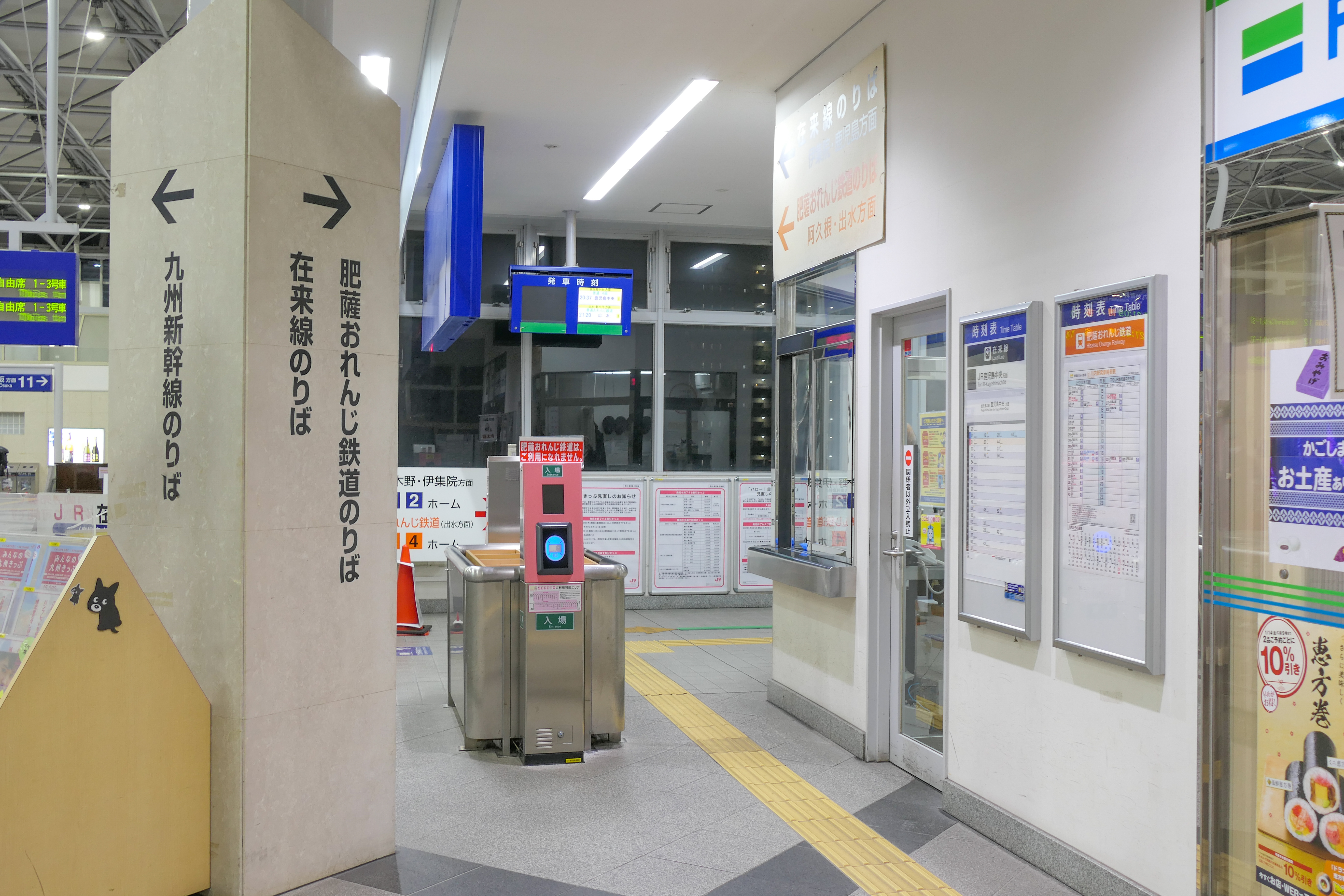
在来線改札口（2022年1月）
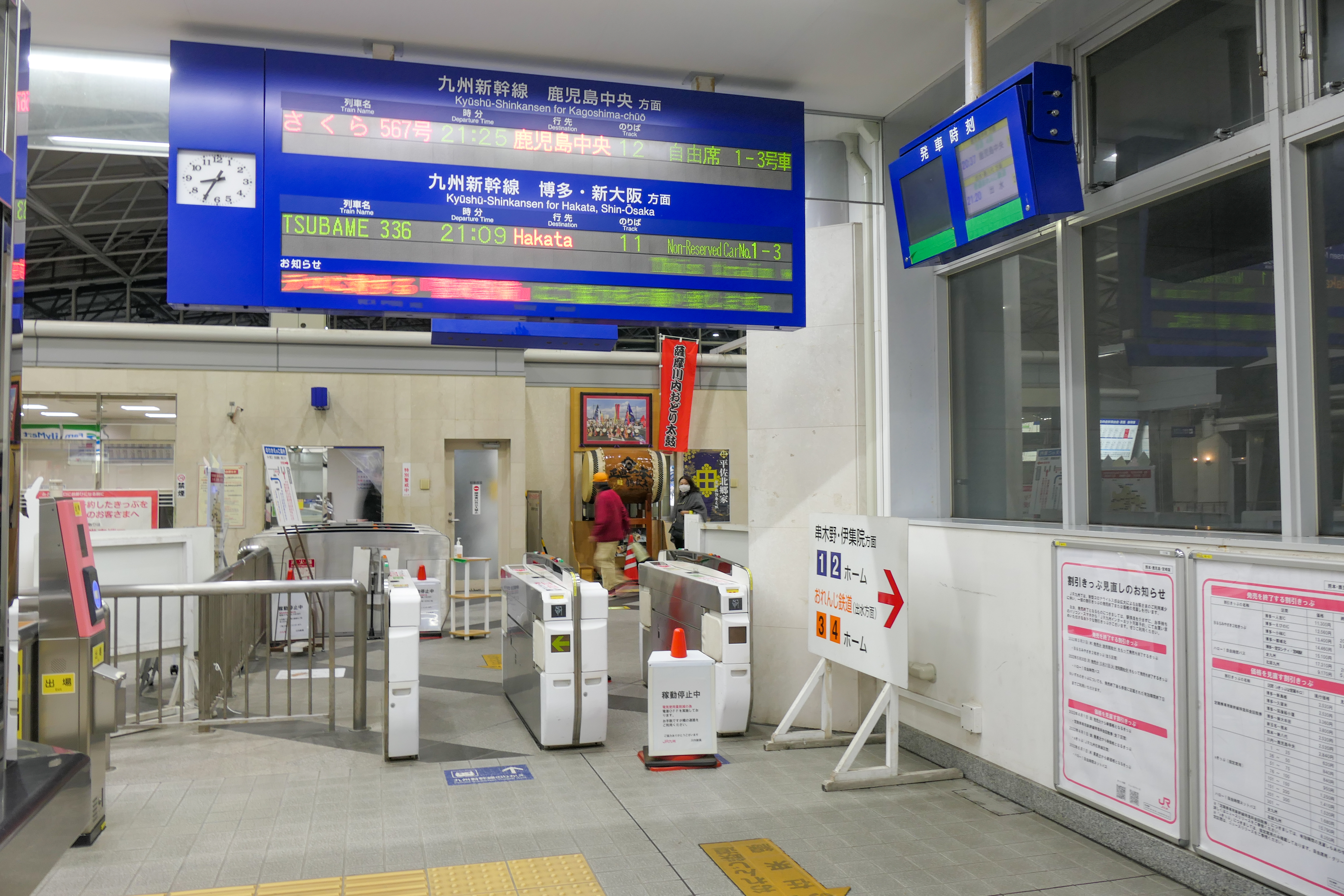
新幹線連絡改札口（2022年1月）
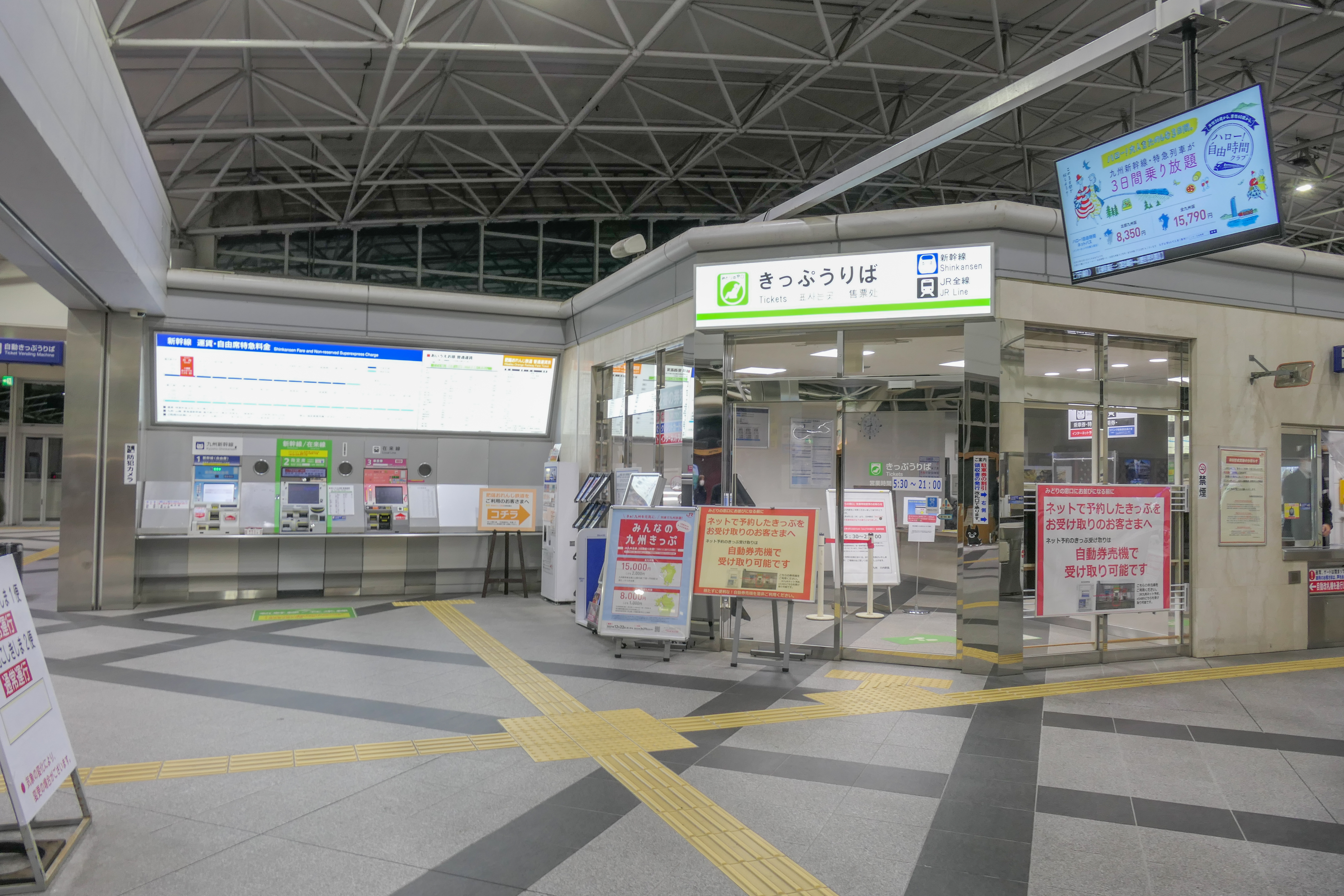
みどりの窓口と自動券売機（2022年1月）

### のりば
| のりば | 路線                                                      | 方向 | 行先                           |
| ------ | --------------------------------------------------------- | ---- | ------------------------------ |
| 在来線 |                                                           |      |                                |
| 1・2   | ■鹿児島本線                                               | 下り | 串木野・伊集院・鹿児島中央方面 |
| 3      | ■肥薩おれんじ鉄道線                                       | 上り | 阿久根・出水・八代方面         |
| 4      | ■肥薩おれんじ鉄道線 （■鹿児島本線隈之城駅直通列車を含む） | 上り | 阿久根・出水・八代方面         |
| 4      | ■肥薩おれんじ鉄道線 （■鹿児島本線隈之城駅直通列車を含む） | 下り | 隈之城方面                     |
| 新幹線 |                                                           |      |                                |
| 11     | 九州新幹線                                                | 上り | 博多・新大阪方面               |
| 12     | 九州新幹線                                                | 下り | 鹿児島中央行き                 |

付記事項
- 1番線と3番線は同一ホーム上にあるが線路は分断され、列車直通は不可能。使用停止となっている旧1番線、同一ホームである2番線と4番線、側線の5番線の線路は繋がっており、貨物列車等両社を直通する列車は2・4・5番線を通過する。出水方には留置線が3線設置されている。
- 在来線の旅客列車は、JR鹿児島本線はJR1番線ホームの発着が殆どであり、JR側2番線ホームは朝夕ラッシュ時や出水方にある留置線の入出区が関係する早朝深夜の一部列車、検測用列車等の臨時列車で使用される程度で使用頻度は少ない。肥薩おれんじ鉄道もかつてはおれんじ3番線ホーム発着列車が大半で、おれんじ鉄道側4番線ホームはJR線との直通列車の他、八代方面への折返し列車が昼間に2本、深夜に1本発着する程度であったが、2020年3月14日ダイヤ改正日より日中を中心におれんじ3番ホームとおれんじ4番ホームを交互に発着するダイヤになったため、おれんじ4番ホームの使用頻度も格段に増えている。
- 貨物列車は昼間に当駅を発着する上下列車や貨車入換が関係する上り列車はホームが無い5番線発着、早朝や深夜等旅客列車が少ない時間帯に発着、通過する上下列車は主に2・4番線ホームの線路が使用される。
- 5番線は貨物列車の他検測列車入線にも使用されることがあり、JR線の試運転列車や教習用列車も折り返しのために発着することがある。2016年3月26日ダイヤ改正までは787系特急川内エクスプレス号の夜間停泊にも使用されていた。

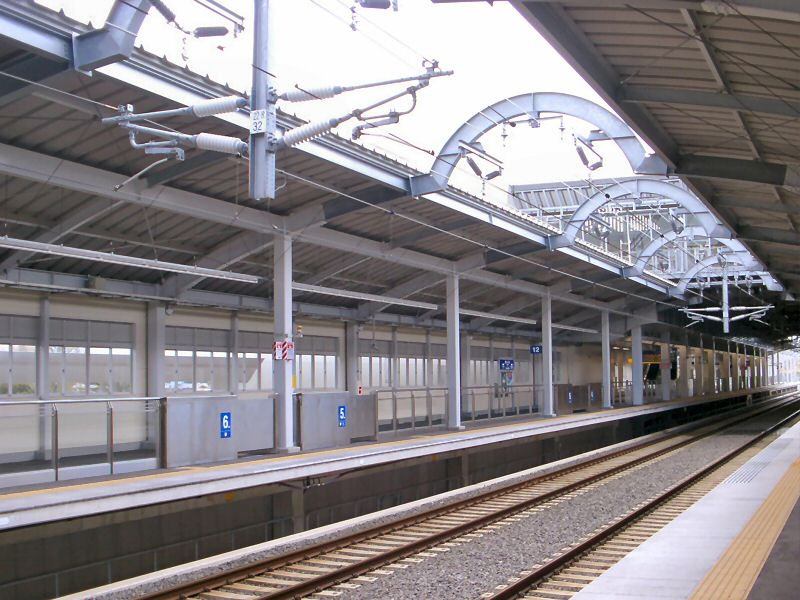
新幹線ホーム（2005年3月）
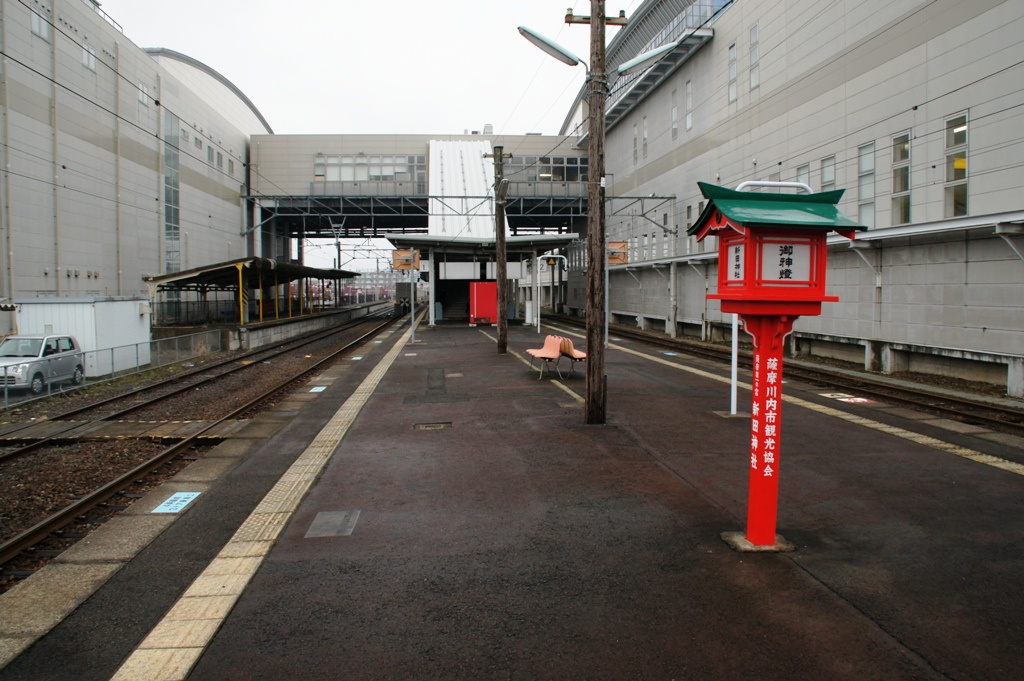
在来線ホーム（2013年2月）
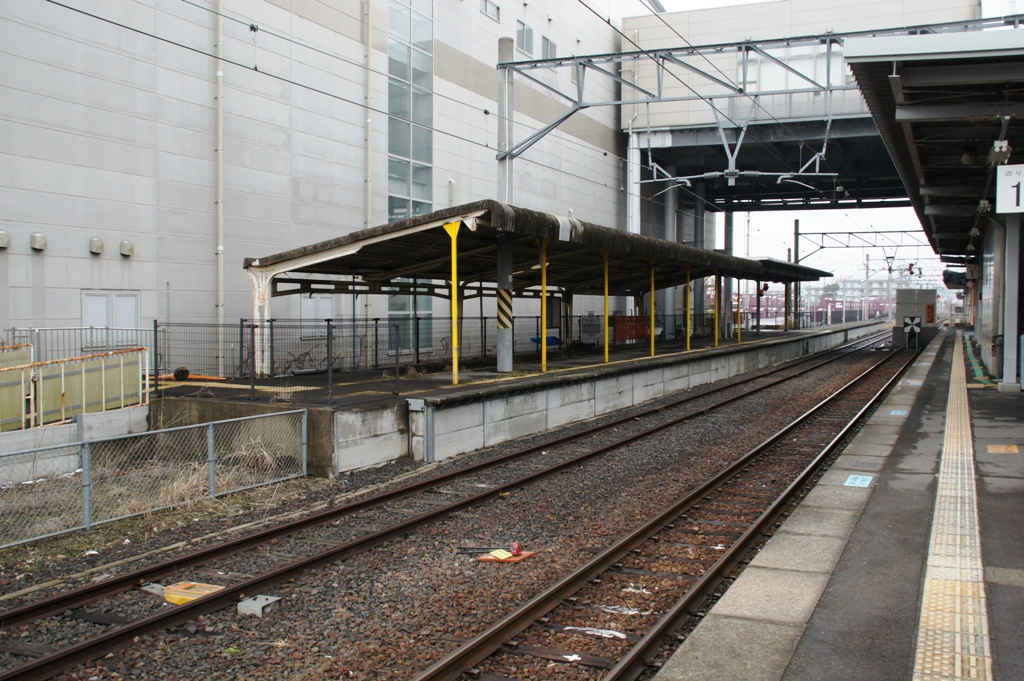
旧1番線ホーム（2013年2月）
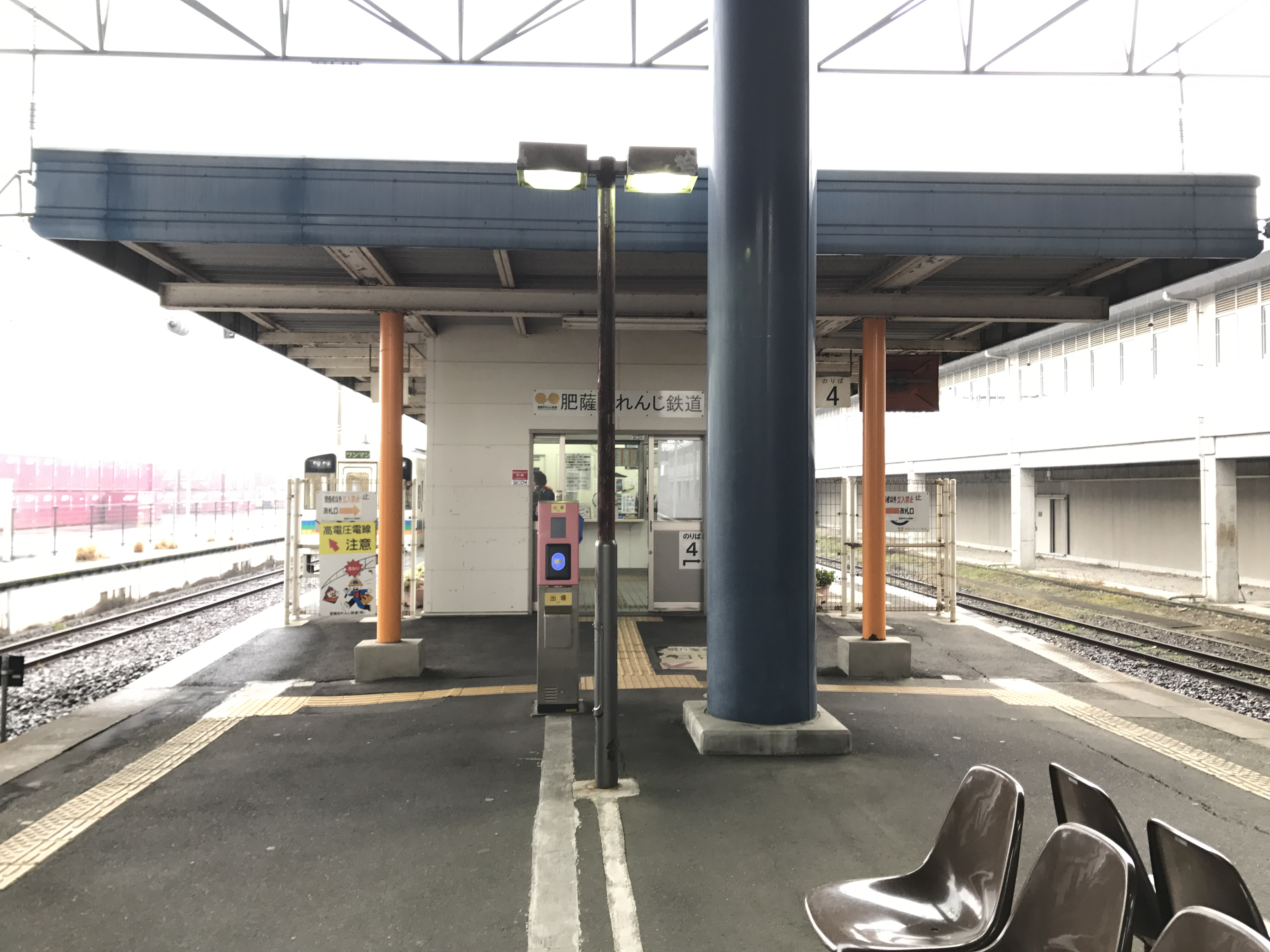
在来線ホーム端にあるおれんじ鉄道駅舎（2017年3月）
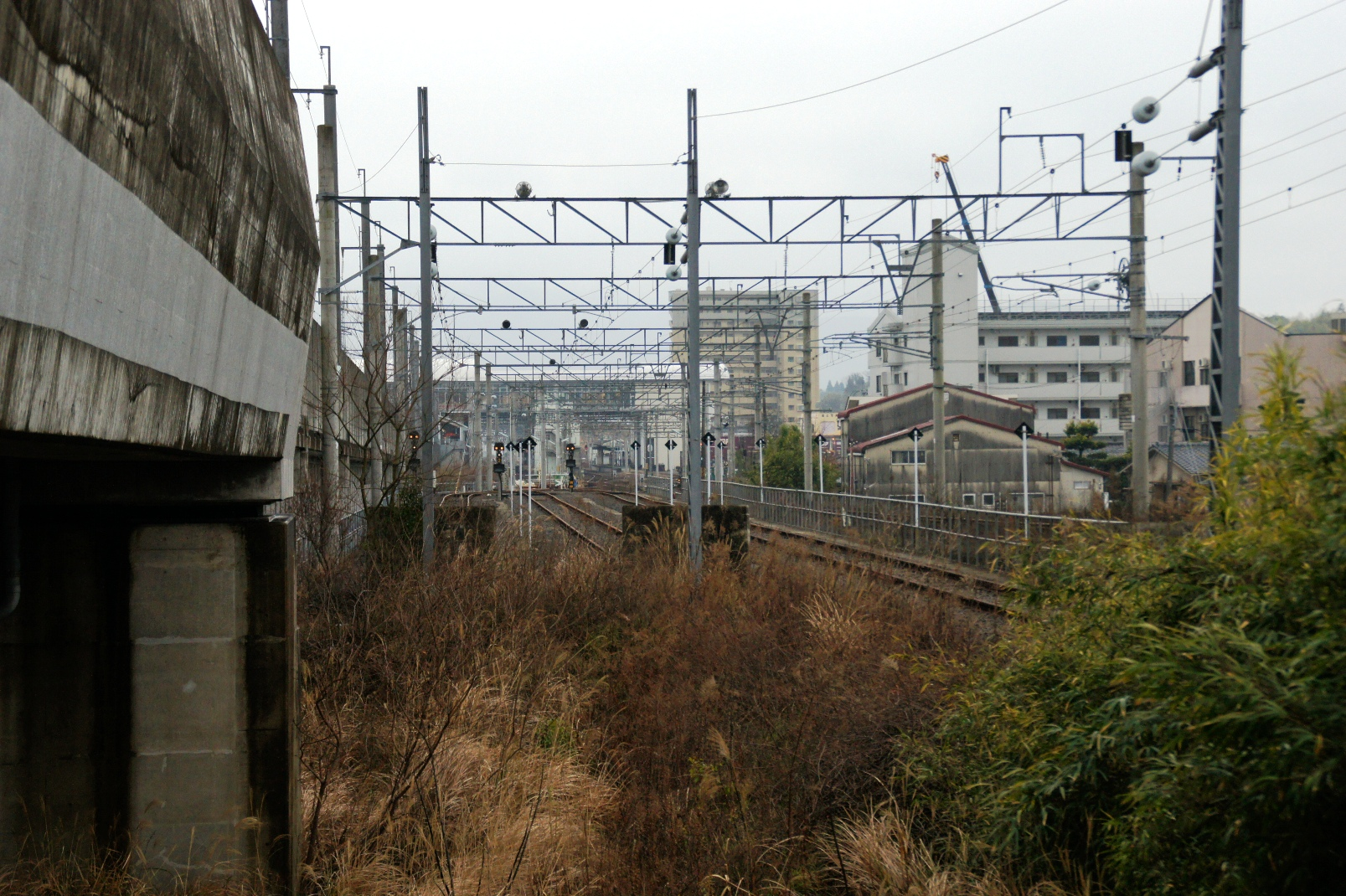
出水方に設置されている留置線（2013年2月）

## 貨物駅
JR貨物の駅は、駅西口の北にある。1面式コンテナホームに、2線の荷役線（うち1線は路面埋込式）があり、各線共にコンテナ車が7両程度留置可能。駅の着発線とコンテナ荷役線は、駅北側（上川内駅方面）へ伸びる引上線を介して接続している。
2019年3月改正時点では、以下の上り高速貨物列車が停車する。下り列車は停車しない。
- 1062列車 北九州貨物ターミナル駅 - 岐阜貨物ターミナル駅 - 名古屋貨物ターミナル駅
- 2080列車 岡山貨物ターミナル駅 - 大阪貨物ターミナル駅
- 4090列車 北九州貨物ターミナル駅 - 東京貨物ターミナル駅

取扱う貨物は、コンテナ貨物（12 ftコンテナ）のみである。また、産業廃棄物の取扱許可を得ている。

## 利用状況
JR九州の2023年度の一日平均乗車人員は2,676人であった。鹿児島県内のJR九州の駅としては、鹿児島中央駅に次いで第2位である。
肥薩おれんじ鉄道の2022年度の一日平均乗降人員は317人、一日平均乗車人員は132人であった。

### 新幹線開業後の利用増
2013年度の駅取扱収入は24億3,900万円で、JR九州の駅としては第11位であった。
九州新幹線開業後はその速達効果が大きいことから、川内駅の利用者が急増した。鹿児島からの所要時間は、高速道路（南九州西回り自動車道）経由で約30分以上、一般道（国道3号）経由で約1時間20分、在来線で約50分掛かるが、新幹線だと12分で到達可能。
特に鹿児島中央駅への利用客増加は、九州新幹線部分開業前の予測を大幅に超えており、新幹線用定期乗車券「新幹線エクセルパス」当駅 - 鹿児島中央駅間利用者数は2013年9月末時点で542人に達している。これは2013年9月末時点、九州新幹線の区間別の定期券利用者数では博多駅 - 熊本駅間の646人に次いで第2位である。

### 年度別乗車人員
年度別乗車人員の推移は以下の通り。
| 年度               | 1日平均乗車人員 | 1日平均乗車人員 | 1日平均乗車人員 |
| 年度               | JR九州          | 新幹線          | 肥薩 おれんじ   |
| ------------------ | --------------- | --------------- | --------------- |
| 2004年（平成16年） | 2,555           | 1,003           | 185             |
| 2005年（平成17年） | 2,732           | 1,166           | 142             |
| 2006年（平成18年） | 2,781           | 1,230           | 151             |
| 2007年（平成19年） | 2,774           | 1,267           | 172             |
| 2008年（平成20年） | 2,760           | 1,289           | 173             |
| 2009年（平成21年） | 2,621           | 1,250           | 160             |
| 2010年（平成22年） | 2,727           | 1,280           | 147             |
| 2011年（平成23年） | 2,916           | 1,446           | 156             |
| 2012年（平成24年） | 2,961           | 1,468           | 162             |
| 2013年（平成25年） | 3,039           | 1,481           | 189             |
| 2014年（平成26年） | 2,906           | 1,435           | 184             |
| 2015年（平成27年） | 2,904           | 1,463           | 160             |
| 2016年（平成28年） | 2,814           |                 | 157             |
| 2017年（平成29年） | 2,828           |                 | 159             |
| 2018年（平成30年） | 2,908           |                 | 159             |
| 2019年（令和元年） | 2,828           |                 | 130             |
| 2020年（令和02年） | 2,022           |                 | 105             |
| 2021年（令和03年） | 2,170           |                 | 106             |
| 2022年（令和04年） | 2,454           |                 | 132             |
| 2023年（令和05年） | 2,676           |                 |                 |

## 駅弁
2021年ごろまでは、主な駅弁として「えびめし」を販売していた。

## 駅周辺
- 薩摩川内市役所
- 薩摩川内市立平佐西小学校

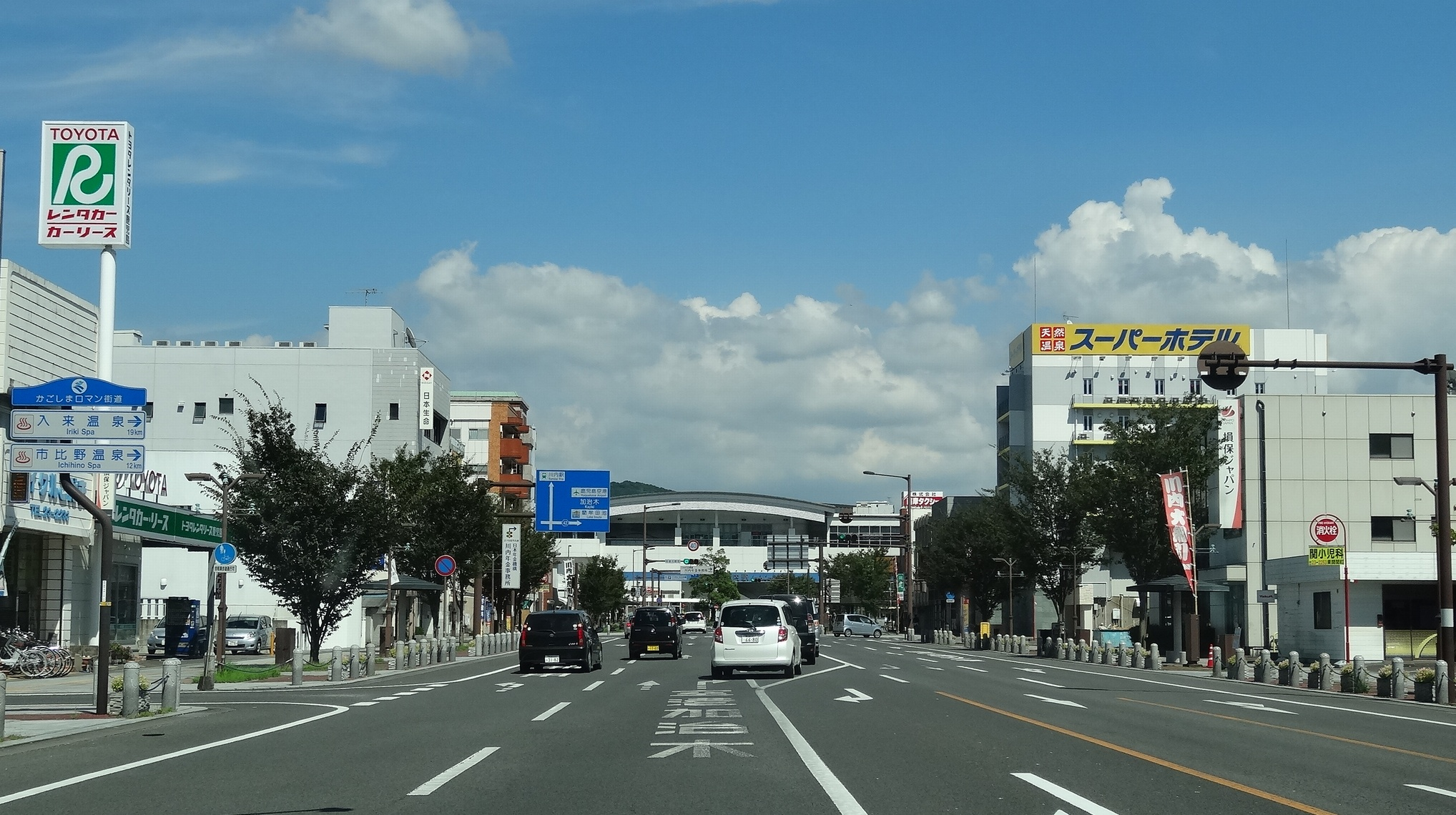
西口付近の様子
（主要地方道川内加治木線・一般県道川内停車場線）

- 日本年金機構九州ブロック本部鹿児島事務センター川内年金事務所
- 川内郵便局
- 鹿児島信用金庫川内支店
- 九州電力川内営業所・九州電力送配電川内配電事業所
- 東横INN川内駅東口
- アクロスガーデン薩摩川内
- マクドナルド薩摩川内3号線店
- 十八番ラーメン薩摩川内店
- 自遊空間薩摩川内店
- 鹿児島純心女子大学
- 鹿児島県立川内商工高等学校
- 薩摩川内市せんだい宇宙館
- 川内山形屋
- スーパーホテル薩摩川内
- ホテルルートイン薩摩川内

## バス路線
駅前西口広場にバス停留所がある。
- 南国交通
  - 隈之城
  - 京セラ・城上
  - 川内高城温泉
  - 西方・阿久根（阿久根駅・阿久根新港・鶴翔高校）
  - 新田神社・五代・川内港（川内火力発電所）
  - 久見崎（川内原子力発電所）・寄田・土川
  - 樋脇（市比野温泉）
- 鹿児島交通
  - 上川内（川内営業所）
  - 串木野・湯之元・鹿児島
  - 純心女子大
  - 羽島
  - 樋脇・入来
  - 東郷・宮之城
- 薩摩川内市コミュニティバス - くるくるバス（全路線）、市内横断シャトルバス、川内港シャトルバス、串木野新港線
- 南国交通、鹿児島交通による共同運行
  - エアポートシャトル川内線 鹿児島空港行（クローズドドア区間の為、鹿児島空港方面へは乗車のみ、川内市内方面へは降車のみ）

## 隣の駅
肥薩おれんじ鉄道の臨時快速列車「おれんじ食堂」の隣の停車駅は列車記事を参照のこと。
九州旅客鉄道（JR九州）
 九州新幹線
出水駅 - 川内駅 - 鹿児島中央駅
■鹿児島本線
川内駅 - 隈之城駅
肥薩おれんじ鉄道
■肥薩おれんじ鉄道線
上川内駅（OR27） - 川内駅（OR28） - 隈之城駅（JR鹿児島本線）

### かつて存在した路線
日本国有鉄道
宮之城線
川内駅 - 薩摩白浜駅